# Alexandre Verkhovski
Alexandre Ivanovitch Verkhovski (Александр Иванович Верховский), né le 27 novembre 1886 (le 9 décembre dans le calendrier grégorien) et mort le 19 août 1938, est une personnalité militaire et politique russe. Il a notamment été ministre de la Guerre du gouvernement provisoire russe de septembre à octobre 1917.

## Biographie
Fils d'Ivan Parfenievitch Verkhovsky (Иван Парфениевич Верховский), d'une famille noble, Alexandre Ivanovitch est élevé dans le Corps des Pages. Après la fusillade de la manifestation du 9 janvier 1905, Verkhovski affirme qu'il « trouve honteux d'utiliser des armes contre une foule désarmée. » Il est expulsé du corps et envoyé comme sous-officier d'artillerie au front de la guerre russo-japonaise. Pour avoir capturé, lors d'une reconnaissance, des employés d'état-major japonais, il est promu sous-lieutenant.
De 1905 à 1908, il sert dans le 3e bataillon d'artillerie finlandais. Il obtient ensuite un diplôme de l'académie militaire Nikolaev en 1911. Il passe au grade de lieutenant en 1909, puis de capitaine en 1911 et est envoyé en Serbie pour étudier l'expérience de la participation de l'armée serbe aux guerres balkaniques.
Avec le déclenchement de la Première Guerre mondiale, Verkhovski retourne en Russie. Il participe notamment aux batailles en Prusse-Orientale.
Après avoir quitté l'hôpital, on lui donne un poste de bureau. Il monte dans la hiérarchie à partir de septembre 1916.
Verkhovski soutient activement la révolution de Février. En mars 1917, il est élu membre du conseil ouvrier des députés de Sébastopol.
Fin mars 1917, il est envoyé à Petrograd pour travailler dans la commission de révision des statuts et des chartes conformément aux nouvelles normes juridiques. Il retourne ensuite à Sébastopol, où il participe activement aux travaux des comités. Il rejoint le Parti socialiste révolutionnaire (SR).
Verkhovski est promu colonel. Adversaire du général Kornilov, il fait arrêter ou démettre de leurs fonctions les partisans de celui-ci à Moscou.
À partir du 30 août 1917 (le 12 septembre du calendrier grégorien), il est ministre de la Guerre du gouvernement provisoire (le gouvernement Kerenski II) et promu major général deux jours plus tard. En septembre 1917, il fait partie du Directoire (en), qui comprend cinq ministres dirigés par Alexandre Kerenski.
Le 18 octobre 1917 (31 octobre), il propose de demander la paix aux Allemands, mais il n'est pas suivi par le gouvernement provisoire ; il démissionne le lendemain.
Il est en vacances sur l'île de Valaam au moment de la révolution d'Octobre. Le 3 novembre 1917 (le 16 novembre dans le calendrier grégorien), Verkhovski est de retour à Petrograd. Avec les membres du Comité central du SR, il est engagé dans des activités anti-bolcheviques.
Il est arrêté, puis libéré en décembre 1918. Il rejoint alors l'Armée rouge. Après la guerre civile russe, il se consacre à l'enseignement. À partir de juin 1922, il grimpe en influence. Il devient l'auteur de plusieurs ouvrages sur la théorie et l'histoire militaires, publiés dans la revue Connaissances militaires (Военное знание).
Alexandre Verkhovski est arrêté le 2 février 1931 dans le cadre de « l'affaire Spring ». Il est condamné à dix ans de prison. Le ministre de la Défense Kliment Vorochilov envoie un de ses articles à Joseph Staline, lui proposant de libérer l'auteur de prison. Verkhovski est libéré prématurément le 17 septembre 1934. Après la libération, il reprend l'enseignement, avec le grade de Kombrig (ru) (commandant de brigade) à partir de 1936.
Le 11 mars 1938, Alexandre Verkhovski est à nouveau arrêté. Cette fois, il est accusé d'avoir participé à un complot militaire antisoviétique et d'avoir préparé des actes terroristes contre des chefs de parti et de gouvernement. L'une des « preuves » est un pistolet obtenu en récompense par Verkhovski et trouvé lors d'une fouille[pas clair].
Le 19 août 1938, il est condamné à être fusillé par le Collège militaire de la Cour suprême. Le même jour, il est abattu et enterré dans l'établissement spécial « Kommounarka » (dans la région de Moscou). Alexandre Verkhovski est réhabilité le 28 novembre 1956.